# Palavras da Instituição

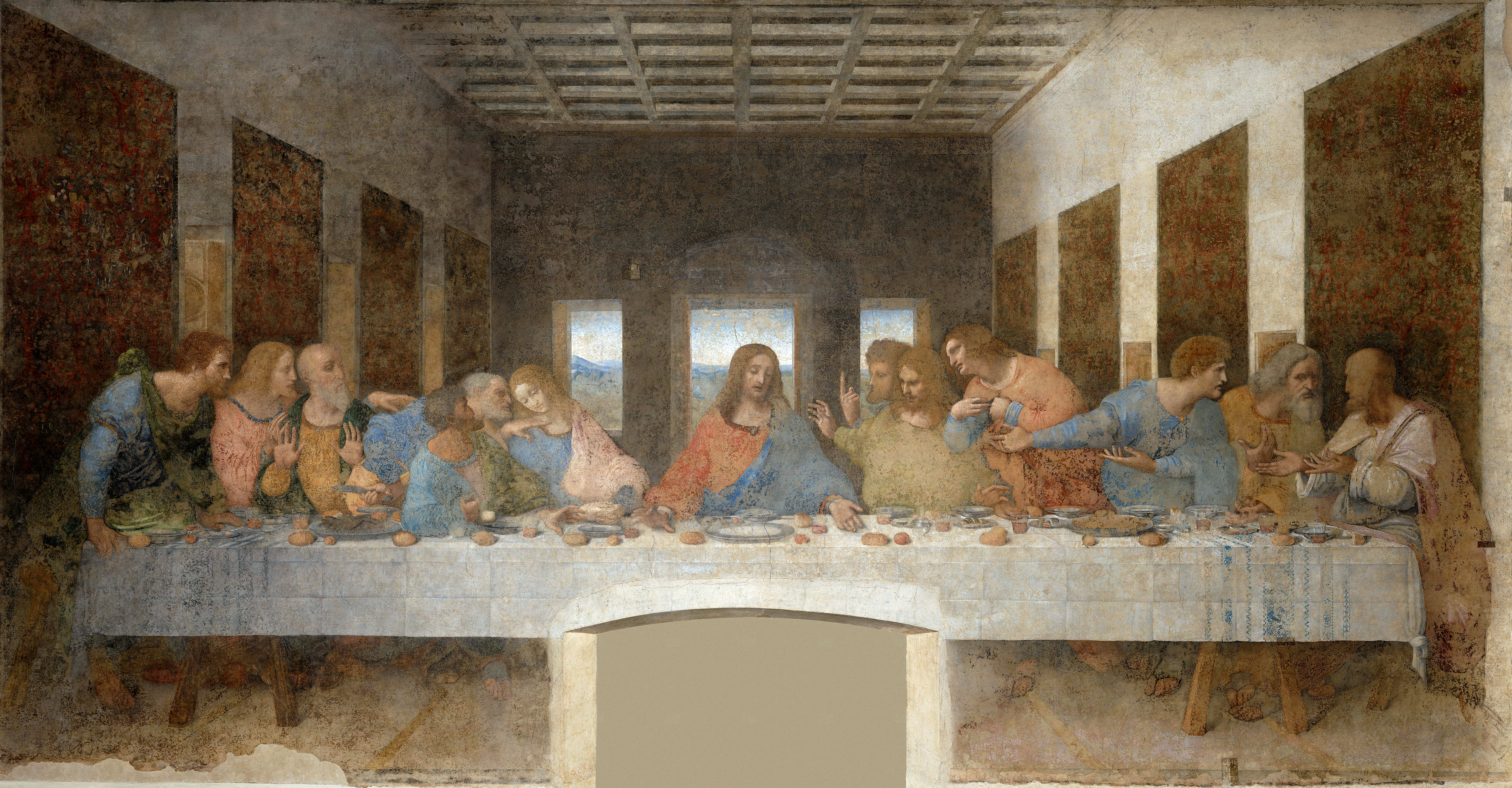
"A Última Ceia" de Leonardo da Vinci, provavelmente a mais famosa representação da Última Ceia.
Afresco no refeitório da igreja de Santa Maria delle Grazie, em Milão.

As Palavras da Instituição (também chamadas de Palavras de Consagração) são as palavras que ecoam as do próprio Jesus na Última Ceia incluídas nas diversas liturgias eucarísticas durante consagração do pão e do vinho para descrever a instituição da Eucaristia. Estudiosos eucarísticos por vezes as chamam simplesmente de "verba" (em latim: "palavras").
Quase todas as antigas igrejas cristãs existentes incluem as Palavras da Instituição em suas celebrações eucarísticas e consideram-nas necessárias para a validação do sacramento. Esta é a prática da Igreja Católica Romana, da Igreja Ortodoxa, de todas as igrejas da Ortodoxia Oriental — incluindo a Armênia, a Copta, a Etíope e a Malancara— e também a Comunhão Anglicana, as igrejas luteranas, metodistas e reformadas. O único ritual antigo da missa ainda em uso que não inclui explicitamente as Palavras da Instituição é a Liturgia de Addai e Mari, utilizada em uma parte do ano pela Igreja Assíria do Oriente e pela Igreja Antiga do Oriente. A Igreja Católica Caldeia e a Igreja Católica Siro-Malabar, duas igrejas católicas orientais, usam a mesma anáfora, mas inserem nela as Palavras da Instituição. Porém, a Igreja Católica reconheceu explicitamente a validade deste ritual da missa em sua forma original sem mencionar explicitamente as Palavras da Instituição afirmando que "as palavras da Instituição Eucarística estão de fato presentes na anáfora de Addai e Mari, não num formato de narrativa coerente e “ad litteram”, mas ao invés disto numa forma eucológica dispersa, ou seja, integrada em sucessivas orações de agradecimento, louvor e intercessão".
Nenhuma fórmula das Palavras da Instituição em nenhum das liturgias alega ser uma exata reprodução das palavras utilizadas por Jesus Cristo, presumivelmente em língua aramaica, na Última Ceia. As fórmulas geralmente combinam palavras dos evangelhos sinóticos e o relato de Paulo em I Coríntios 11:24–25. É possível que estas liturgias tenham incluído palavras, como é o caso da frase "mistério da fé" (em latim: Mysterium fidei) que, por muitos séculos, fez parte do rito romano das Palavras da Instituição até ser removida em 1970, ou de sua contraparte na liturgia síria, "o mistério da nova aliança" (em grego clássico: "τὸ μυστήριον τῆς καινῆς διαθήκης").

## Primeiras liturgias
Não há consenso entre os estudiosos se as Palavras da Instituição foram utilizadas em celebrações eucarísticas durante os primeiros dois ou três séculos ou se o uso delas era apenas esporádico. Em sua obra "The Function of the Words of Institution in the Celebration of the Lord's Supper", Ros Clarke refere-se a evidências que sugerem que as Palavras não foram utilizadas durante o século II. Ela afirma que as evidências da igreja antiga sugerem que as Palavras não eram utilizadas liturgicamente na época, apenas catequeticamente. Por conta disto, a narrativa da Última Ceia não era utilizada para celebrar a Eucaristia. O que era essencial, afirma ela, era o ritual, que consistia em quatro ações, tomar o pão, agradecer, parti-lo e dividi-los com os que irão comê-los, acompanhadas por algumas palavras identificando o pão com o corpo de Jesus; de maneira similar ocorria com o vinho e o cálice. Robert Taft afirma categoricamente que não há uma única oração eucarística existente pré-nicena (325 a.C.) que se possa provar terem sido utilizadas como Palavras da Instituição.

## Usos no cristianismo moderno

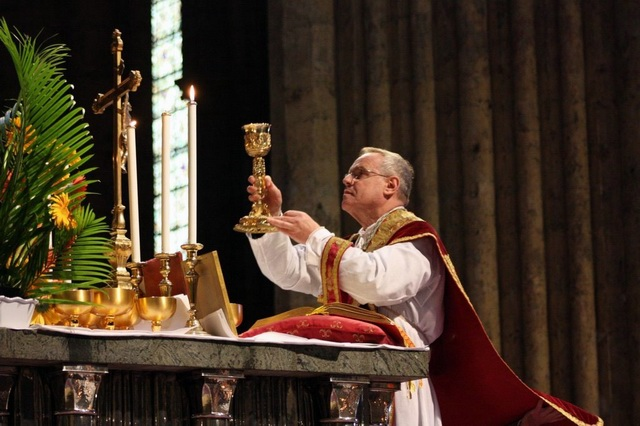
Elevação numa missa católica.

### Rito romano da Igreja Católica
As Palavras da Instituição da missa no rito romano segundo a tradução oficial para o português do Missal Romano estão abaixo em itálico. O negrito foi colocado no texto apenas para referência posterior no texto.
Tomai, todos, e comei:
Isto é o Meu Corpo, que será entregue por vós.
Tomai, todos, e bebei:
este é o cálice do Meu Sangue,
o sangue da nova e eterna aliança
que será derramado por vós e por todos
para a remissão dos pecados.'
Fazei isto em memória de mim.'
Da época de Pedro Lombardo em diante, a teologia vigente da Igreja Católica considerava as oito palavras em negrito acima como sendo "por conta própria" a "forma sacramental" necessária e suficiente da Eucaristia. O decreto do papa Eugênio IV para os armênios, outorgado depois do Concílio de Florença, declara que "as palavras do Salvador, através das quais Ele instituiu este sacramento, são a forma deste sacramento; pois o sacerdote falando na pessoa de Cristo efetiva este sacramento. Pois pelo poder das próprias palavras a substância do pão é transformada no corpo de Cristo e a substância do vinho, no Sangue". O decreto não limitou as palavras às oito em negrito, mas acreditou-se popularmente que o significado era este, que estas palavras, por conta própria, eram tudo o que se precisava para efetivar o sacramento. É importante notar que este decreto também declarou que a ordenação era realizada através da entrega ao ordenando dos objetos ligados ao seu ministério, uma ideia atualmente desconsiderada pela Igreja Católica, que reconhece a validade de ordenações em igrejas que não realizam este tipo de cerimônia no local da ordenação.
A opinião teológica sobre a necessidade e suficiência da pronúncia de certas partes das Palavras da Instituição (as oito palavras negritadas na tradução acima) não faz parte, por exemplo, do Catecismo da Igreja Católica, publicado em sua forma definitiva em 1997. Em 17 de janeiro de 2001, a Congregação pela Doutrina da Fé declarou que a liturgia de Addai e Mari, uma anáfora de origem provável no século II, na qual as Palavras da Instituição não são ditas "podem ser consideradas válidas". As Diretrizes para Admissão à Eucaristia entre a Igreja Caldeia e a Igreja Assíria do Oriente outorgada pelo Pontifício Concílio para Promoção da Unidade Cristã em acordo com a Congregação pela Doutrina da Fé e com a Congregação para as Igrejas Orientais, em 20 de julho de 2001, afirma que "as palavras da instituição da Eucaristia estão de fato presentes na anáfora de Addai e Mari, não na forma de uma narrativa coerente e de forma literal, mas de uma maneira eucológica e dispersa, ou seja, integradas em orações de agradecimento, louvor e intercessão que se seguem [à anáfora]". Estas orações de fato citam "a comememoração do Corpo e Sangue de nosso Cristo, que oferecemos a vós no puro e santo altar como vós nos ensinardes em vosso vivificante Evangelho".
Por conta disto já se argumentou que a oração como um todo — e não algumas palavras nele — é eficaz para a realização do sacramento e que as Palavras da Instituição que o próprio Jesus falou em sua Última Ceia são consagradoras em todas as Eucaristias, seja ela repetida ou apenas referida de forma implícita de acordo com o ensinamento de São João Crisóstomo: "Quer dizer, “Este é o meu Corpo”, uma vez dito, daquela época até hoje, e mesmo até a vunda de Cristo, torna o sacrifício completo em todas as mesas nas igrejas".
Apesar de aceitar com válida a anáfora da Liturgia de Addai e Mari mesmo quando as Palavras da Instituição não foram explicitamente ditas, o documento do Pontifício Concílio para Promoção da Unidade Cristã "calorosamente convida" um sacerdote assírio celebrando a Eucaristia na presença de cristãos caldeus a inserir as Palavras da Instituição na ocasião, como foi permitido pela própria Igreja Assíria do Oriente.

### Igrejas cristãs bizantinas
Na Igreja Ortodoxa e nas igrejas católicas gregas, as Palavras da Instituição são a única parte da anáfora cantada em voz alta pelo sacerdote:
Para o pão: "Tomai e comei: este é Meu Corpo, que foi quebrado por vós pela remissão dos pecados".
Para o vinho: "Bebei dele, todos vós: este é Meu Sangue do Novo Testamento, que foi derramado, por vós e por muitos, pela remissão dos pecados".
Cristãos ortodoxos e alguns católicos gregos não interpretam as Palavras da Instituição como sendo o momento que as "Oferendas" (o pão e o vinho sacramentais) são transformados no Corpo e Sangue de Cristo. Na realidade, estes grupos não definem um momento específico para a mudança; porém, eles entendem que o processo deve ser completado ("de forma perfeita") na Epiclese (a invocação do Espírito Santo sobre as oferendas).
A Liturgia das Oferendas Pré-santificadas não contém as Palavras da Instituição pois é na realidade num serviço das Vésperas que os fieis recebem os Mistérios reservados (o sacramento) que foram consagrados no domingo anterior (daí o nome "pré-santificada").

### Denominações protestantes

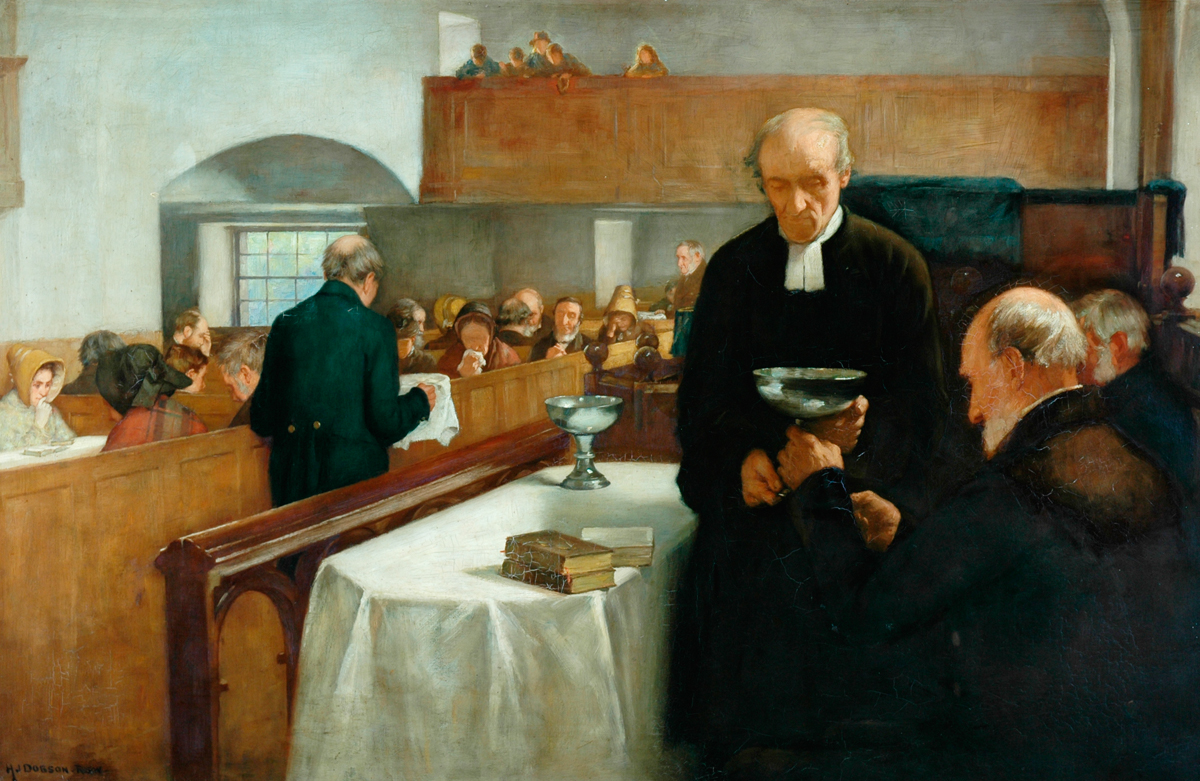
Ceia do Senhor numa Igreja Reformada.
Por Henry John Dobson (1858–1928).

As diversas denominações protestantes geralmente se valem exclusivamente das palavras de Paulo em I Coríntios 11:23–26. Na Almeida Corrigida Fiel:
Porque eu recebi do Senhor o que também vos ensinei: que o Senhor Jesus, na noite em que foi traído, tomou o pão,
E, tendo dado graças, o partiu e disse: Tomai, comei; isto é o meu corpo que é partido por vós; fazei isto em memória de mim.
Semelhantemente também, depois de cear, tomou o cálice, dizendo: Este cálice é o novo testamento no meu sangue; fazei isto, todas as vezes que beberdes, em memória de mim.
Porque todas as vezes que comerdes este pão e beberdes este cálice anunciais a morte do Senhor, até que venha.
Os protestantes tem tipicamente utilizado as Palavras da Instituição como parte central do serviço de Comunhão, com detalhes variando entre as várias denominações. O debate sobre a força e a literalidade das palavras ditas está implícito nas discussões acerca da "união sacramental", defendida pelos luteranos, e da presença pneumática, defendida pelas igrejas reformadas. As igrejas congregacionais e batistas geralmente utilizam as palavras sem citar ao pé-da-letra a fraseologia de Paulo.

#### Comunhão Anglicana
A seguinte versão das Palavras da Instituição aparece no Livro de Oração Comum e é utilizada pela Comunhão Anglicana:
| “ | Na noite em que foi traído, Jesus tomou o pão e tendo dado graças o partiu e o deu aos seus discípulos dizendo: tomai e comei todos vós, pois isto é o meu Corpo. Fazei isto em mémoria de mim. Do mesmo modo, ao fim da ceia, Ele tomou o cálice em suas mãos e o deu aos seus discípulos, dizendo: tomai e bebei dele todos, pois isto é o meu Sangue, o Sangue da nova e eterna aliança que é derramado por vós e por todos os homens para o perdão dos pecados. Fazei isto em memória de mim. | ” |
|   | — Livro de Oração Comum. |   |

#### Igrejas luteranas
A liturgia luterana difere da liturgia das demais igrejas protestantes por utilizar uma conflação das quatro versões das Palavras da Instituição. O Catecismo Menor de Lutero apresenta a seguinte versão:
| “ | Nosso Senhor Jesus Cristo, na noite em que foi traído, tomou o pão; e, tendo dado graças, o partiu e o deu aos seus discípulos, dizendo: Tomem, comam; isto é o meu corpo que é dado por vocês; façam isto em memória de mim. A seguir, depois de cear, tomou também o cálice e, tendo dado graças, o deu aos seus discípulos dizendo: Bebam dele todos; porque este cálice é a nova aliança no meu sangue, derramado em favor de vocês para remissão dos pecados; façam isto, todas as vezes que o beberem, em memória de mim. | ” |
|   | — Catecismo Menor de Lutero. |   |

Esta versão inclui a frase "...do meu sangue, derramado em favor de vocês para remissão dos pecados", o que reflete a teologia sacramental luterana (diferente da dos demais protestantes) na qual o sacramento é também um dos meios de graça e ativamente perdoa pecados.